# Болдер (Јута)
Болдер (енгл. Boulder) град је у америчкој савезној држави Јута.

## Демографија
По попису из 2010. године број становника је 226, што је 46 (25,6%) становника више него 2000. године.
| Група             | 2000.       | 2010.       |
| Белци             | 173 (96,1%) | 208 (92,0%) |
| Афроамериканци    | 0 (0,0%)    | 0 (0,0%)    |
| Азијати           | 2 (1,1%)    | 2 (0,9%)    |
| Хиспаноамериканци | 2 (1,1%)    | 15 (6,6%)   |
| Укупно            | 180         | 226         |